# スリー・タンズ・ブルワリー
スリー・タンズ・ブルワリー (Three Tuns Brewery) は、イングランドのシュロップシャー州ビショップズ・キャッスルにあるブルワリー（ビール醸造所）で、1642年の創業から現在の場所で存続しており、イギリスにおける最古の認可を受けたブルワリーとなっている。現在も使用されている建物の一部は、17世紀に遡るものであるが、主屋は1888年ころに建設されたヴィクトリア朝のタワー・ブルワリーであり、イギリスでは4ヶ所しか残っていない、この方式によるビール醸造所の一つである。
このブルワリーは、重要文化財建築物(listed building)のグレード2に指定されており、「小規模で現に稼働している農村地域におけるブルワリーの希少な残存例 (a rare survival of a small, working rural brewery)」と評されている。
2003年1月、このブルワリーは、ジョン・ロバーツ・ブルーイング社 (John Roberts' Brewing Co. Ltd.) に売却された。オーナーであるジョン・ラッセル (John Russell) とビル・ベインブリッジ (Bill Bainbridge) は、ブルワリーに近代的な醸造装置を設置し、100トンもの鋼鉄を用いてタワーの建物の構造を補強した。
2012年12月現在、ブルワリーは6種類の定番のエールを製造している,。特に力を入れているのは、ペールエールで、マリスオッターのモルトが多く使用され、淡いストロー、薄いタン、そして金色が出るように醸造がなされている。 
2013年に、スリー・タンズの工場は醸造施設を拡大し、より多くの発酵容器を置いて雇用機会を増やす余地を作ったが、17世紀の上屋はそのままで、地下をかつての貯蔵庫の深さまで掘り下げてこれを行ったのであった。新たな醸造容器の増設によって、週あたりおよそ100バレルだった生産能力は、160バレルまで増強された。
ブルワリーには、スリー・タンズ・イン (The Three Tuns Inn) というパブが併設されており、自家醸造のエールを提供している。